# Capra Saanen
La Saanen è una razza di capra, in particolare è la più grande delle capre da latte, originaria della Svizzera.
Le femmine, infatti, pesano attorno ai 70 kg, mentre i maschi sfiorano in media i 92 kg.
Questa razza, grazie anche alle grosse dimensioni, è quella che produce più latte, che è inoltre più povero di grassi rispetto a quello delle altre capre da latte.
Le ossa sono grandi, ma l'aspetto è piuttosto slanciato, le orecchie vengono portate erette, il muso è dritto. Ambo i sessi presentano la barbetta e le corna; tuttavia, ambedue vengono solitamente tagliate dagli allevatori.
Il pelo è bianco candido e la pelle di colore rosa; esemplari di colori differenti, anche nella stessa cucciolata, vanno ascritti alla razza Sable Saanen.
Il carattere di questi animali è calmo e riflessivo.

## Morfologia
I capretti alla nascita hanno un peso medio di 4,3 kg, a 60 giorni è di 14,6 kg.
La Saanen è una capra di taglia grande.
La testa è abbastanza piccola e leggera; ha un profilo fronto-nasale rettilineo; di solito i maschi portano un ciuffo di peli arruffati sul profilo frontale.il collo è abbastanza lungo con la presenza di tettole, Il tronco è determinato da un torace molto ampio e da una groppa ben sviluppata. L'apparato mammario è ben sviluppato, gli arti sono lunghi e forti.
|                            | maschi  | maschi | femmine | femmine |
| -------------------------- | ------- | ------ | ------- | ------- |
|                            | 18 mesi | adulti | 18 mesi | adulte  |
| altezza al garrese         | 80 cm   | 87 cm  | 72 cm   | 74 cm   |
| altezza alla groppa        | 81 cm   | 86 cm  | 75 cm   | 77 cm   |
| altezza toracica           | 35 cm   | 39 cm  | 32 cm   | 35 cm   |
| larghezza toracica         | 20 cm   | 23 cm  | 20 cm   | 23 cm   |
| larghezza anteriore groppa | 18 cm   | 20 cm  | 18 cm   | 20 cm   |
| lunghezza tronco           | 94 cm   | 106 cm | 81 cm   | 89 cm   |
| circonferenza toracica     | 94 cm   | 105 cm | 86 cm   | 96 cm   |
| peso                       | 65 kg   | 90 kg  | 50 kg   | 60 kg   |

## Diffusione

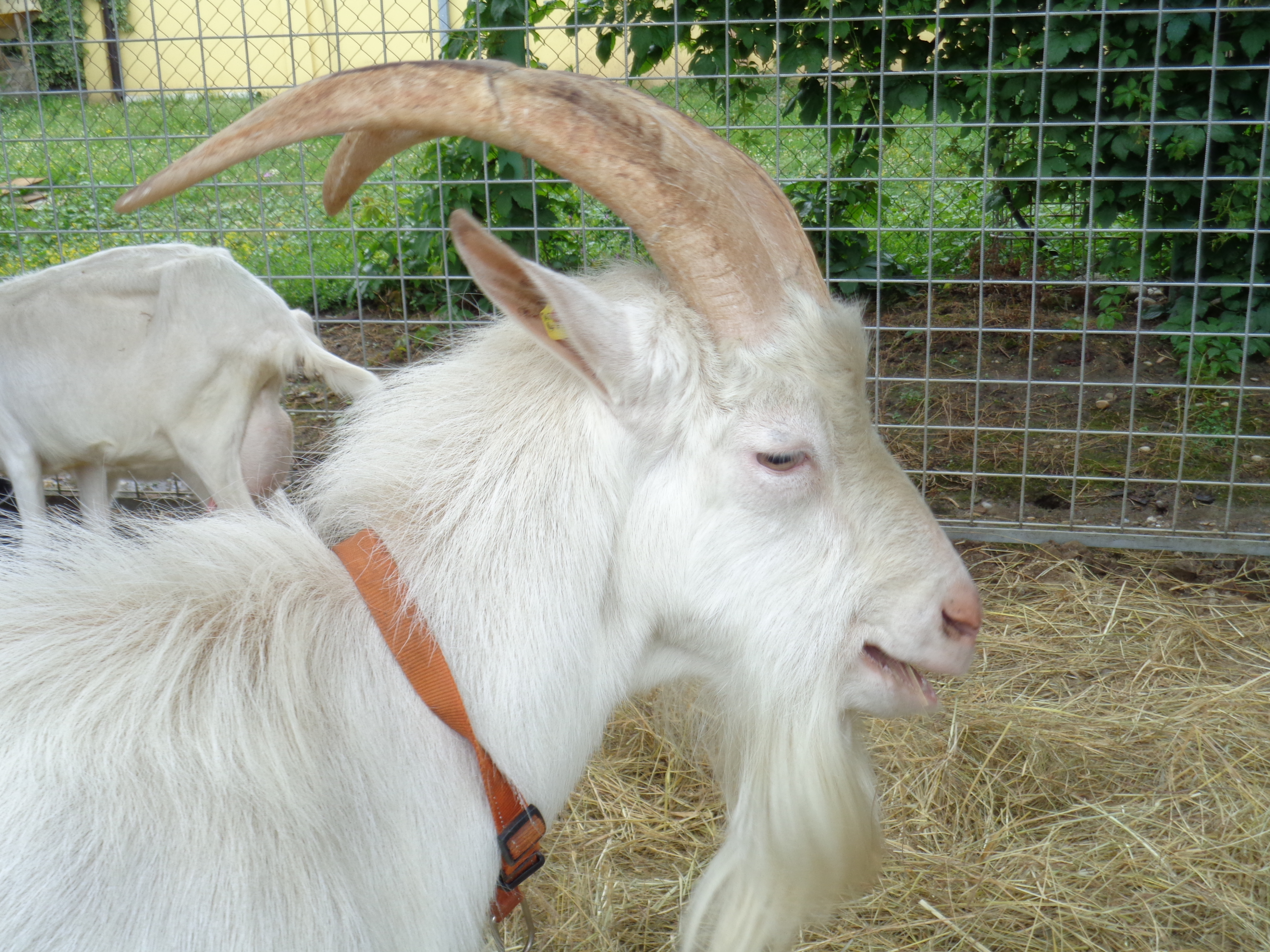

La capra Saanen è originaria della regione di Saanen e dei valli del fiume Simme, nel Canton Berna. In Svizzera, questa razza caprina ha il secondo maggior numero di capi iscritti al Libro genealogico.
Le zone di maggiore allevamento della capra Saanen in Italia sono le seguenti regioni: Puglia, Piemonte, Lombardia, Emilia-Romagna, Toscana e Lazio. Il Libro Genealogico di razza è stato istituito in Italia nel 1973.

## Caratteri riproduttivi
La capra Saanen ha una fertilità pari al 90%, una prolificità pari al 160%. La sua fecondità su base annua è pari al 144%, l'età media al primo parto è di 12 mesi. La percentuale di parti trigemellari si aggira intorno al 10-15%.

## Allevamento
La capra Saanen viene allevata in medi e grandi allevamenti sia allo stato semi-stabulato che in strutture a stabulazione permanente.

## Produzione di latte
La Saanen è famosa per la sua alta potenzialità produttiva che la rende particolarmente adeguata alla produzione di latte, grazie a ciò, la Saanen diventa una razza economicamente redditizia, è apprezzata dagli allevatori all’Estero, dove è tenuta in allevamenti di razza pura oppure come razza caprina destinata ad un affinamento genetico. La capra Saanen ha produzioni variabili di latte e sono strettamente collegate al numero della lattazione, al numero di nati, alla fase di lattazione e alla stagione dei parti. Le sue produzioni medie di latte senza poppata sono le seguenti: primipare (150gg): 380 litri; pluripare (210gg): 602 litri. Per quanto riguarda il numero della lattazione nella capra Saanen possiamo riscontrare picchi massimi di produzione di latte verso la 4° /5° lattazione. Infatti la produzione media di latte, nelle primipare, è di 290 litri in 150 giorni; nelle secondipare la produzione media è di 500 litri in 210 giorni e nelle pluripare la produzione media si aggira intorno ai 600 litri in 210 giorni. 
Sono presenti record in cui sono stati raggiunti produzioni superiori ai 1000 litri di latte.
Ulteriori elementi che influenza la produzione di latte sono il numero di capretti nati, riscontrando progressivi accrescimenti dell’apparato mammario in base al numero dei capretti; il momento all’interno di una lattazione (i picchi massimi di produzione sono raggiungibili circa alla 4ª settimana), la stagionalità del parto, poiché è possibile notare produzioni di latte maggiori nelle capre che partoriscono tra gennaio e marzo.
| categoria         | N°   | latte kg | grasso% | proteine% |
| ----------------- | ---- | -------- | ------- | --------- |
| primipare         | 1647 | 373 kg   | 3,18    | 3,09      |
| secondipare       | 1591 | 569 kg   | 3,21    | 3,14      |
| terzipare e oltre | 1815 | 613 kg   | 3,17    | 3,09      |

## Alimentazione
Per sapere la capra Saanen quanto latte produce  l’alimentazione è molto importante e può influenzare la produzione di latte. Le capre come la razza Saanen hanno bisogno di apporti alimentari adeguati, soprattutto in fase di produzione del latte.
Durante la fase di riproduzione devono essere garantiti apporti sia quantitativi che qualitativi, ma soprattutto energetici (30-40% in più), perché da ciò dipenderà la prolificità della capra. Nel caso la capra Saanen sia allevata in stalla basterebbero 200/400 grammi di cerali al giorno; se invece è allevata al pascolo basta impostare i giusti accorgimenti sul carico di bestiame.
Durante la lattazione l’alimentazione deve poter garantire le massime produzioni di latte, che si possono ottenere attraverso la somministrazione di alimenti concentrati e dei buoni rapporti tra alimento concentrato e foraggio. Il concentrato è indispensabile per buone produzioni di latte ma se somministrato in quantità eccessive può provocare squilibri a livello ruminale, è necessario che il foraggio somministrato sia di buona qualità, perché in caso non lo fosse potrebbe ripercuotersi sia sulla qualità che sulle quantità di latte prodotto.